# Igrivaja Bay
Die Igrivaja Bay (russisch Бухта Игривая Buchta Igriwaja) ist eine 0,6 km breite und 3 km lange Bucht an der Knox-Küste des ostantarktischen Wilkesland. Sie liegt in der Bunger-Oase.
Wissenschaftler einer sowjetischen Antarktisexpedition kartierten und benannten sie. Das Antarctic Names Committee of Australia übertrug diese Benennung in einer Teilübersetzung ins Englische.